# Реброплодник
Ребропло́дник (лат. Pleurospérmum) — род дву- или многолетних травянистых растений семейства Зонтичные (Apiaceae).
Латинское название рода происходит от др.-греч. πλευρά — ребро и σπέρμα — семя, вследствие сильного развития рёбер на плодах.

## Ботаническое описание
Двулетние (или многолетние) высокие травы с крупными, дважды перистыми листьями.
Зубцы чашечки незаметные или очень маленькие; лепестки белые, при основании с коротким ноготком, широкояйцевидные, на верхушке тупые и заострённые, прямые иди немного внутрь загнутые. Подстолбие выпуклое с плоским зазубренным краем.
Плод яйцевидно-продолговатый, несколько сжатый с боков; полуплодики с пятью одинаковыми выступающими, чуть крыловидными главными рёбрами.

## Классификация

### Виды
По информации базы данных The Plant List, род включает 41 вид:
- Pleurospermum album C.B.Clarke ex H.Wolff
- Pleurospermum amabile W.G.Craib & W.W.Sm.
- Pleurospermum angelicoides (Wall. ex DC.) Benth. ex C.B.Clarke
- Pleurospermum apiolens C.B.Clarke
- Pleurospermum aromaticum W.W.Sm.
- Pleurospermum astrantioideum (H.Boissieu) K.T.Fu & Y.C.Ho
- Pleurospermum austriacum (L.) Hoffm. — Реброплодник австрийский
- Pleurospermum benthamii (Wall. ex DC.) C.B.Clarke
- Pleurospermum bicolor (Franch.) C.Norman ex Z.H.Pan & M.F.Watson
- Pleurospermum calcareum H.Wolff
- Pleurospermum cristatum H.Boissieu
- Pleurospermum decurrens Franch.
- Pleurospermum foetens Franch.
- Pleurospermum franchetianum Hemsl.
- Pleurospermum giraldii Diels
- Pleurospermum handelii H.Wolff ex Hand.-Mazz.
- Pleurospermum hedinii Diels
- Pleurospermum heracleifolium Franch. ex H.Boissieu
- Pleurospermum heterosciadium H.Wolff
- Pleurospermum hookeri C.B.Clarke
- Pleurospermum lindleyanum (Klotzsch) B.Fedtsch.
- Pleurospermum linearilobum W.W.Sm.
- Pleurospermum longicarpum Shan & Z.H.Pan
- Pleurospermum macrochlaenum K.T.Fu & Y.C.Ho
- Pleurospermum nanum Franch.
- Pleurospermum nubigenum H.Wolff
- Pleurospermum pilosum C.B.Clarke ex H.Wolff
- Pleurospermum pseudoangelica (H.Boissieu) H.Boissieu
- Pleurospermum pulszkyi Kanitz
- Pleurospermum rivulorum (Diels) M.Hiroe
- Pleurospermum rotundatum (DC.) C.B.Clarke
- Pleurospermum rupestre (Popov) K.T.Fu & Y.C.Ho
- Pleurospermum simplex (Rupr.) Benth. & Hook.f. ex Drude
- Pleurospermum stellatum (D.Don) Benth. ex C.B.Clarke
- Pleurospermum stylosum C.B.Clarke
- Pleurospermum szechenyii Kanitz
- Pleurospermum tsekuense Shan
- Pleurospermum uralense Hoffm. — Реброплодник уральский
- Pleurospermum wilsonii H.Boissieu
- Pleurospermum wrightianum H.Boissieu
- Pleurospermum yunnanense Franch.

В базе данных The Plant List вид Реброплодник камчатский (Pleurospermum camtschaticum Hoffm.) признан синонимом вида Реброплодник уральский (Pleurospermum uralense Hoffm.)

### Таксономия
Род Реброплодник входит в семейство Зонтичные (Apiaceae) порядка Зонтикоцветные (Apiales).
|  |                                      |  |                                                             |                                                             |                     |  | ещё 8 семейств (согласно Системе APG II) |                     |                     |        |
|  |                                      |  |                                                             |                                                             |                     |  |                                          |                     |                     | 3 вида |
|  |                                      |  |                                                             | порядок Зонтикоцветные                                      |                     |  |                                          |                     | род Реброплодник    |        |
|  |                                      |  |                                                             | порядок Зонтикоцветные                                      |                     |  |                                          |                     | род Реброплодник    |        |
|  | отдел Цветковые, или Покрытосеменные |  |                                                             |                                                             | семейство Зонтичные |  |                                          |                     |                     |        |
|  | отдел Цветковые, или Покрытосеменные |  |                                                             |                                                             |                     |  |                                          |                     |                     |        |
|  |                                      |  | ещё 44 порядка цветковых растений (согласно Системе APG II) | ещё 44 порядка цветковых растений (согласно Системе APG II) |                     |  |                                          | ещё более 300 родов | ещё более 300 родов |        |
|  |                                      |  |                                                             | ещё 44 порядка цветковых растений (согласно Системе APG II) |                     |  |                                          |                     | ещё более 300 родов |        |